# Wettersohle
Die Wettersohle ist die Sohle, durch die in einem Bergwerk der Abwetterstrom zum ausziehenden Wetterschacht geführt wird. Sie ist im Regelfall nicht für die Förderung, sondern ausschließlich für die Bewetterung bestimmt.

## Zählweise
Beim Übergang vom Stollenbau zum Tiefbau wurde die oberste Sohle als Wettersohle oder als Wetterstrecke verwendet. Diese Sohle wurde bei den meisten Bergwerken nicht bei der Nummerierung der Sohlen berücksichtigt. Erst die unterhalb der Wettersohle liegenden Sohlen wurden als Tiefbausohlen fortlaufend durchnummeriert. Diese Zählweise wurde bis zum Ende des 19. Jahrhunderts getätigt. Etwa ab dem Jahr 1895 trat eine neue bergbehördliche Regelung in Kraft, die besagte, dass bei der Nummerierung der Sohlen auch die Wettersohle mitgerechnet werden müsse. Fortan war nun die oberste Sohle, auch wenn sie als Wettersohle verwendet wurde, die 1. Sohle.

## Einsatz der Wettersohle
Welche der Sohlen als Wettersohle gebraucht wird, ist abhängig davon, ob die Wetter abfallend oder aufsteigend geführt werden. Bei der abfallenden Bewetterung (Abwärtsbewetterung) wird die jeweils unterste Sohle als Wettersohle genutzt, die Frischwetter werden von der obersten Sohle nach unten geführt. Bei der aufsteigenden Bewetterung (Aufwärtsbewetterung) ist die oberste Sohle die Wettersohle, die Frischwetter werden zuerst zur untersten Sohle und dann nach oben geführt. Bei der Abwärtsbewetterung haben Wetterstrom und Förderstrom die gleiche Richtung, bei der Aufwärtsbewetterung haben sie entgegengesetzte Richtungen. Mit dem Fortschreiten des Abbaus in die Tiefe wandert auch die Wettersohle in die Tiefe. Dadurch wird jede Fördersohle zwangsläufig im Laufe der Zeit zur Wettersohle. Im Zweiten Weltkrieg wurden bei Bergwerken, bei denen die Wettersohle über einen Stollen zu erreichen war, diese von der Bevölkerung als Luftschutzbunker genutzt.